# 기유약조
기유약조(일본어: 己酉約條)는 1609년(광해군 1)에 조선이 에도 막부와 맺은 전문 13조의 송사조약(送使條約)이다. 조약 내용은 주로 쓰시마 후추번주의 세견선의 왕래 조건에 관한 것이다. 이 조약을 체결함으로 임진왜란 이후 10년간 단절되었던 조선과 일본간에 국교가 정상화되었다.

## 배경
도요토미 히데요시가 1598년(선조 31)에 죽은후 정권을 잡은 도쿠가와 이에야스가 자신은 임진왜란에 반대하여 군사를 파병한 적이 없다는 점을 들어 수교를 요청하했다. 그는 대마도주(對馬島主)를 내세워 1599년부터 세 차례에 걸쳐 사신을 보내 외교 교섭을 끈질기게 요청해왔다. 조정 대신들간에 찬 ·반 양론이 대두되었으나 일본측이 매우 적극적으로 나오자 일본의 진의 파악하고자 노력한후 조선에게 유리한 조건 아래 허용하는 안을 추진하였다. 광해군은 수교의 선행조건으로 국서를 일본이 정식으로 먼저 보낼것과 임진왜란 중에 성종, 정현왕후, 중종의 무덤 훼손한 범인 인도, 노략질을 자행한 자들에 대한 압송을 요청했는데, 일본이 이를 충실히 이행하자 교섭에 임하여 조약을 체결한후 수교하였다.

## 조약 내용
조약 내용은 다음과 같다.
1. 쓰시마 후추번주에게 내리는 쌀은 모두 100석으로 한다.
2. 쓰시마 후추번주의 세견선은 20척으로 한다.
3. 관직을 제수 받은 자는 1년에 한 차례씩 조선에 와야 한다.
4. 조선에 들어오는 모든 왜선은 쓰시마 도주의 허가장을 지녀야 한다.
5. 쓰시마 후추번에서 도서(圖書)를 만들어 준다.
6. 허가장 없는 자와 부산포 외에 정박한 자는 적으로 간주한다.
7. 왜관에 머무르는 기간을 쓰시마 도주의 특송선 110일, 세견선 85일, 그밖에는 55일로 한다.

이 약조는 이전의 조약보다 일본 측에 더욱 제약을 가한 것이었다.

## 같이 보기
- 임신약조
- 계해약조
- 야나가와 잇켄
- 왜관
- 에도 막부
- 조선 통신사
- 강화도 조약
- 쓰시마 후추번